# Русев, Светлин
Светлин Русев (болг. Светлин Русев Вълчев; 14 июня 1933, Плевен — 26 мая 2018, София) — болгарский художник, иконописец, культурный деятель и коллекционер живописи. Профессор, академик Болгарской академии наук (2003).

## Биография
Родился 14 июня 1933 года в Плевене. Окончил Художественную академию в Софии, был учеником профессора Дечко Узунова. С 1960 года стал выставляться на выставках в Болгарии и за границей. С 1967 живёт и работает в Софии. Удостоен звания заслуженного художника НРБ (1971) и народного художника НРБ (1975).
С 1975 года — профессор Художественной академии; в 1973—1985 годах — Председатель Союза болгарских художников; в 1982—1984 годах — 1-й заместитель министра культуры Болгарии; в 1985—1988 годах — директор Национальной художественной галереи Болгарии.
Удостоен множества наград, лауреат Димитровской премии (1968, за картину «Клятва»). В 1972 году его картина «День последний» была удостоена Национальной премии.
Он являлся членом осеннего салона Д`Отон (Париж) и фонда «Ника-Кай» (Токио), членом-корреспондентом Кюнстлерхаус (Вена), членом Российской академии искусств, член академии «Медичи» и другого.
В 1985 году подарил родному городу свою коллекцию болгарского, африканского и восточного искусства. Она послужила основой постоянной галереи, названной в честь дарителя. На сегодняшний день в ней содержится более четырёхсот ценнейших экземпляров — художественных полотен и скульптур, собиравшихся Русевым на протяжении многих лет.
Умер 26 мая 2018 года в Софии.

## Творчество
Русев создал немало портретов болгарских деятелей науки и искусства (например, Кирила Петрова, Богомила Райнова), множество женских образов, в том числе цикл картин «Болгарки», пейзажи болгарских городков (Балчик, Мелник). Значительное место в его творчестве занимали стойкость, мужество и судьбы людей в трагические моменты истории: расправа с болгарскими пленными после битвы при Беласице («Воины Самуила», 1975), борьба с османскими завоевателями («Клятва», 1966), потеря Болгарией независимости в конце XIV века («Народ прощается с патриархом Евтимием», 1968), трагедия села Батак во времена Апрельского восстания («Церковь в Батаке», 1976), борьба за свободу в 1920-е годы («Перед расстрелом. 1923 год», 1963), трагедия села Ястребино во время борьбы с нацизмом («Ястребино. Урок истории», 1976), военный переворот в Чили («Стадион Сантьяго-де-Чили», 1974).
Светлином Русевым были написаны иконы и фрески церкви Святой Параскевы, построенной Вангой в с. Рупите.